# Оберіг (поїзд)
«Оберіг» — Фірмовий пасажирський поїзд 1-го класу категорії «Нічний експрес» Південної залізниці № 63/64 сполученням Харків — Львів. Протяжність маршруту складає — 1048 км. На поїзд є можливість придбати електронний квиток.

## Історія
З 1967 року поїзд почав курсувати під № 277/278 Харків — Київ.
З 1980 року поїзду змінена нумерація на № 63/64 і отримав іменну назву — «Харків».
З 1991 року змінив іменну назву на «Оберіг». Під цим ім'ям курсує поїзд № 82/81 «Харків».
У 2007 році Південна залізниця оновила склад фірмового поїзда «Оберіг» сучасними вагонами виробництва ПАТ «Крюківський вагонобудівний завод».
Наприкінці грудня 2017— до середини 2018 року поїзду було подовжено маршрут руху від Києва до  Львова.
У 2018 році визнаний найприбутковішим поїздом, що курсує у внутрішньому сполученні України, який приніс прибуток у 29,5 млн ₴, наповненість складала — 92%.
З 2018 року зі складу поїзда виключені плацкартні вагони.
2019 року поїзду призначена категорія «Нічний експрес».
Влітку, з 14 червня до 2 вересня 2019 року курсував за маршрутом Харків — Київ — Одеса під № 63/263//64/264
З 18 березня 2020 року тимчасово припинено курсування поїзда через розповсюдження захворювань на COVID-19. З 2 червня 2020 року відновлено курсування поїзда за звичайним графіком до 18 червня, з 19 червня курсує через день, а інший склад цього поїзда на літній період курсує поїздом № 261/262 сполученням Харків — Бердянськ.
З 1 вересня 2023 року поїзд продовжений до станції Львів.

## Інформація про курсування
Нічний експрес «Оберіг» курсує цілий рік, через день. На маршруті руху здійснює зупинки на 3 проміжних станціях. Тривала зупинка (20 хвилин) лише на станції Полтава-Київська, де відбувається зміна локомотива.
| Розклад руху поїзда «Оберіг» (з 10 грудня 2023 року) | Розклад руху поїзда «Оберіг» (з 10 грудня 2023 року) | Розклад руху поїзда «Оберіг» (з 10 грудня 2023 року) | Розклад руху поїзда «Оберіг» (з 10 грудня 2023 року) | Розклад руху поїзда «Оберіг» (з 10 грудня 2023 року) |
| Час прибуття                                         | Час відправлення                                     | Станції                                              | Час прибуття                                         | Час відправлення                                     |
| ---------------------------------------------------- | ---------------------------------------------------- | ---------------------------------------------------- | ---------------------------------------------------- | ---------------------------------------------------- |
| —                                                    | 22:38                                                | Харків                                               | 05:56                                                | —                                                    |
| 13:39                                                | —                                                    | Львів                                                | —                                                    | 15:30                                                |

Актуальний розклад руху вказано у розділі «Розклад руху призначених поїздів» на офіційному вебсайті «Укрзалізниці».

## Склад поїзда
В обігу два склади поїзда формування пасажирського вагонного депо ПКВЧД-7 Харків-Сортувальний.
Зазвичай поїзду встановлена схема з 18 фірмових вагонів 1-го класу:
- 15 купейних;
- 3 вагона класу «Люкс».

Нумерація вагонів при відправленні з Харкова — від локомотива поїзда, при відправленні зі Львова — із західної сторони вокзалу.

## Послуга доставки ручної поклажі
З 3 лютого 2020 року «Укрзалізницею» запроваджена в пілотному режимі нова послуга для пасажирів — доставка ручної поклажі до/з поїзда «Оберіг». Зокрема, пасажирам пропонується доставка ручної поклажі з вокзалу до вокзалу або адресна — від дверей до дверей. Замовлення адресної доставки передбачає, що кур'єр сам забере поклажу та доставить за кінцевою адресою. Послуга надається за бажанням пасажира, який має проїзний документ і здійснює поїздку від станції початкового відправлення до кінцевої станції прибуття потяга. До перевезення приймається ручна поклажа пасажира вагою до 36 кг включно.